# Рост, Иван Акимович
Иван Акимович (Иоганн Иоахим Юлиус) Рост (1726—1791) — русский физик, ординарный профессор Московского университета.

## Биография
Происходил из саксонского дворянского рода. Окончил Гёттингенский университет, преподавал там в должности адъюнкта. В 1757 году при посредничестве академика Г. Ф. Миллера (двоюродного брата жены Роста) был приглашён в Московский университет в качестве лектора английского языка. В первый год он преподавал «Английский язык и приватно для желающих механику, военную и гражданскую архитектуру, и первые три части чистой математики»; с 1757 года ему и А. Барсову постановлением университетской конференции было поручено преподавание математических дисциплин; читал свои лекции на латинском языке.
В 1760 уволился из Московского университета, но с июля 1761 заключил новый контракт на должность ординарного профессора прикладной математики, механики и физики (место которого освободилось после отъезда в Казань профессора Д. В. Савича). В рамках курса механики Рост преподавал военную и гражданскую архитектуру, артиллерию, геодезию, гидравлику, астрономию и физическую географию. С 1772 открыл публичные лекции по экспериментальной физике, привлекавшие студентов и сторонних слушателей. Прикладную математику Рост читал 4 раза в неделю (двухчасовые лекции) по сочинению Вейдлера (нем. Weidler, J. F.) («Institutiones Matheseos selectis observationibus illustratae in usum praelectionum academicarum», 1736), состоявшему из отдельных частей, посвященных как чистой, так и прикладной математике. Это позволяет считать, что на своих лекциях он излагал студентам и элементы астрономии и, возможно, проводил с ними некоторые наблюдения. Так, в докладной записке на имя ректора М. М. Хераскова упоминается «грегорианская труба», хранившаяся в физическом кабинете Роста. Экспериментальную физику Рост излагал 2 раза в неделю; в первые годы своего преподавания — по сочинению Винклера («Anfangsgründe d. Physik», Лейпциг, 1753), а потом по книгам «Philosophia naturalis, experimentis confirmata» (3 книги, Галле, 1753) И. Г. Крюгера (нем. Krüger J. G.) и «Course of Experimental Philosophy» Дезагюлье (Лондон, 1717 и 1745). Читал лекции по латыни с переводчиком, переводившим их на русский язык.
Рост обладал замечательными лингвистическими сведениями, стоявшими значительно выше его знаний по математике и физике; он знал теоретически и практически языки: латинский, греческий, французский, немецкий, английский, голландский, итальянский и испанский. С 1 сентября 1763 года, дополнительно, он в течение года занимал должность главного надзирателя в московском Воспитательном доме.
В 1788 году Рост начал издавать первый московский журнал по естественным наукам — «Магазин натуральной истории, физики и химии».
С. П. Шевырёв указывал:

Он был в Московском университете первым образователем той части Философского факультета, которая обнимала физико-математические науки. Барсов читал чистую математику. Рост геодезию и геометрию подземную, механику с гидравликой и гидростатикой, основания гражданской архитектуры и горного дела, впоследствии и физику.
— Шевырёв С. П. История Московского университета. — М., 1855. — С. 35
Одним из главнейших предметом его занятий были также коммерческие предприятия, которые осуществляли закупку в разных местах России и в отправку за границу на кораблях голландско-российской компании, агентом и комиссионером которой Рост состоял, различных сырых материалов: хлеба, пеньки, сала, волоса, пуха и пр. Он вёл свои коммерческие дела при помощи нескольких сотен приказчиков в разных местах России. Торговая деятельность сделала его очень богатым человеком: он имел в Москве собственный дом и после смерти оставил двум своим сыновьям более 1000 душ крестьян и капитал в несколько сотен тысяч рублей.
Был женат на Марии Карловне Вольф, двоюродной сестре Г. Ф. Миллера. Один из их сыновей — Яков.
Чудаковатые манеры Роста и его образ жизни стали темой множества университетских анекдотов.